# Пираино
Пираино (итал. Piraino) — коммуна в Италии, располагается в регионе Сицилия, подчиняется административному центру Мессина.
Население составляет 3799 человек, плотность населения составляет 223 чел./км². Занимает площадь 17 км². Почтовый индекс — 98060. Телефонный код — 0941.
Покровителем коммуны почитается святой Иосиф Обручник, празднование в первый вторник после Пасхи.